# جيوفاني بيريز (لاعب كرة قدم)
جيوفاني بيريز (بالإسبانية: Giovanni Pérez Rodríguez)‏ (26 مايو 1984 في إسبانيا - ) هو لاعب كرة قدم إسباني في مركز الهجوم. لعب مع أتليتيكو بالياريس وراسينغ كلوب بورتوينسي وفالنسيا ميستايا ونادي ألكويانو ونادي أونتينيينت ونادي سانت بولتن ونادي سبتة ونادي لاردة وAEC Manlleu ‏ ونادي غانديا ‏ وUD Fuerteventura ‏ وPego CF ‏ وCD Acero ‏ وBurjassot CF ‏.

## وصلات خارجية
- جيوفاني بيريز على موقع قاعدة بيانات كرة القدم.إي يو (الإنجليزية)
- جيوفاني بيريز على موقع Soccerway.com (الإنجليزية)
- جيوفاني بيريز على موقع عالم كرة القدم.نت (الإنجليزية)